# Balloch (Highland)
Balloch (Schots-Gaelisch:  Baile an Loch) is een dorp in de Schotse lieutenancy Inverness in het raadsgebied Highland, ongeveer 6 kilometer ten oosten van Inverness, in de buurt van Culloden.